# ماریانو هویاس
ماریانو هویاس (انگلیسی: Mariano Hoyas؛ زادهٔ ۱۹ سپتامبر ۱۹۷۰) بازیکن فوتبال اهل اسپانیا است.
از باشگاه‌هایی که در آن بازی کرده‌است می‌توان به باشگاه فوتبال رکریتیوو اوئلوا، باشگاه فوتبال سلتاویگو، و باشگاه فوتبال دپورتیوو لاکرونیا اشاره کرد.
وی همچنین در تیم ملی فوتبال زیر ۲۳ سال اسپانیا بازی کرده‌است.